# Oliver Twist (film, 2005)
Pour les articles homonymes, voir Oliver Twist (homonymie).
Pour plus de détails, voir Fiche technique et Distribution.
Oliver Twist est un  film franco-tchéco-italo-britannique réalisé par Roman Polanski, sorti en 2005. 
Le scénario de Ronald Harwood est adapté du roman du même nom de Charles Dickens, publié à partir de 1837.
Le film a reçu des critiques généralement positives, mais a été un échec commercial.

## Synopsis
Oliver Twist, jeune orphelin qui fuit l'entreprise de pompes funèbres où on l'a placé, se rend à Londres pour gagner sa vie. Il y rencontre un jeune homme qui l'introduit auprès d'un gang de jeunes voleurs dirigé par un dénommé Fagin, personnage sombre et ambigu. Sous la houlette du chef, Oliver Twist devient un membre à part entière du gang, subissant les menaces de Bill Sikes et obtenant les attentions de Nancy, une jeune fille attendrie par le destin d'Oliver.
Oliver rencontre un vieil homme fortuné, nommé Mr Brownlow, qui souhaite l'adopter, mais le gang l'enlève à nouveau et le discrédite auprès de son protecteur en le faisant passer pour le voleur qu'il refuse d'être.

## Fiche technique
- Titre : Oliver Twist
- Réalisation : Roman Polanski
- Scénario : Ronald Harwood, d'après le roman éponyme de Charles Dickens
- Direction artistique : Jindrich Kocí et Jirí Matolín
- Décors : Allan Starski
- Costumes : Anna B. Sheppard
- Photographie : Pawel Edelman
- Montage : Hervé de Luze
- Maquillage : Waldemar Prokomski
- Musique : Rachel Portman
- Producteurs : Roman Polanski, Alain Sarde, Robert Benmussa
  - Producteurs délégués : Timothy Burrill, Petr Moravec, Michael Schwarz
- Budget : 50 millions d'euros (environ 60 millions $)[1]
- Sociétés de production : R.P. Productions, Runteam II Ltd., ETIC Films, Medusa Film, Runteam
- Sociétés de distribution : 
  - SPI International - (République tchèque)
  - Pathé Distribution - (France et Royaume-Uni)
  - TriStar - (États-Unis)
  - Summit Entertainment - (International)
- Pays d'origine :  Royaume-Uni,  République tchèque,  France,  Italie
- Langue : anglais
- Format : couleur - 2,35:1 - DTS / Dolby Digital / SDDS - 35 mm
- Genre : aventures, drame
- Durée : 130 minutes
- Dates de sortie[2] :
  - Canada - Festival international du film de Toronto : 11 septembre 2005
  - République tchèque : 24 septembre 2005
  - Belgique, France : 19 octobre 2005

## Distribution
| - Barney Clark (VF : Jules Sitruk) : Oliver Twist - Ben Kingsley (VF : Michel Robin) : Fagin - Jeremy Swift : M. Bumble - Leanne Rowe (VF : Marie Donnio) : Nancy - Michael Heath : M. Sowerberry - Gillian Hanna : Mme Sowerberry - Mark Strong : Toby Crackit - Jamie Foreman (VF : Jean-Claude Leguay) : Bill Sykes - Harry Eden (VF : Yann Peroux) : Artful Dodger - Edward Hardwicke (VF : Jean-Paul Solal) : M. Brownlow - Ian McNeice : M. Limbkins - Frances Cuka : Mme Bedwin - Lewis Chase : Charley Bates - Jake Curran : Barney - Chris Overton : Noah Claypole - Alun Armstrong : le magistrat Fang - Levi Hayes : Nicky - Ophelia Lovibond (VF : Alexandra Ansidei) : Bet - Paul Brooke : M. Grimwig | - Richard Durden (VF : François Dunoyer) : le membre méchant du conseil - Nick Stringer : l'inspecteur Blather - Richard Ridings : le gardien Warder - Andy de la Tour : le maître de la maison de correction - Peter Copley : le maître du réfectoire - Joseph Tremain : le garçon affamé (dortoirs) - Timothy Bateson : le pasteur - Andy Linden : le ramoneur - John Nettleton : le magistrat - Teresa Churcher (en) : Charlotte - Gerard Horan : le fermier - Morgane Polanski : la fille du fermier - Liz Smith : la vieille dame - Patrick Godfrey : le libraire - David Meeking : le policier - Paul Eden : le barman - James Babson : le policier - Alexandre Tylski : le bourgeois passant dans la rue |

Source et légende : version française (VF) sur le site d’AlterEgo (la société de doublage)

## Production

### Genèse du projet
Après Le Pianiste, Roman Polanski voulait réaliser un projet pour ses enfants, plus léger :

« Il m'a été difficile de choisir ce que j'allais tourner après Le Pianiste. Je souhaitais réaliser un film pour mes enfants parce qu'ils s'intéressaient à mon travail et que les sujets que j'avais traités jusqu'alors ne leur parlaient pas vraiment. Je leur lis des histoires chaque soir avant qu'ils ne s'endorment, et je sais ce qui les fait rêver. J'ai donc réflechi à une histoire qui pourrait les séduire, les captiver. »

— Roman Polanski
C'est sa femme Emmanuelle Seigner qui lui suggéra d'adapter Oliver Twist. Polanski a ensuite vu dans cette œuvre de nombreuses qualités :

« Oliver Twist comporte plusieurs niveaux de lecture. C'est à la fois un parcours initiatique, l'apprentissage de la vie, une saga romanesque se déroulant au cœur d'une époque fascinante où le pire côtoyait le meilleur. Comme dans tous ses romans, Dickens y mêle humour et tristesse. Je suis particulièrement réceptif à son sens de l'ironie, son goût du second degré très britannique. Les enfants aiment beaucoup cela aussi. Pour moi, le côté sombre d'Oliver Twist n'a jamais été un problème vis-à-vis des plus jeunes. C'est une part inhérente à tous les contes, qu'ils soient de Perrault ou des frères Grimm, et les enfants adorent! »

— Roman Polanski
C'est le scénariste Ronald Harwood qui se charge de l'adaptation du roman de Dickens. Polanski avait déjà collaboré avec lui pour Le Pianiste.

### Casting
Un gigantesque casting est effectué dans toute l'Angleterre, pour trouver le jeune acteur capable d'incarner Oliver. 
Pour le rôle de Fagin, Polanski pense d'emblée à Ben Kingsley, qu'il avait dirigé 11 ans plus tôt dans La Jeune Fille et la Mort.

« Pour le choix de Fagin, je me suis d'abord demandé quel acteur lui correspondait le mieux physiquement. J'ai tout de suite pensé à Ben Kingsley, dont le talent à se transformer physiquement jusque dans les attitudes est incroyable… »

— Roman Polanski

### Tournage
Le film a été tourné principalement à Prague en République tchèque. Le chef décorateur polonais Allan Starski y a reconstitué le Londres du XIXe siècle, notamment aux Studios Barrandov. D'autres villes tchèques comme Beroun et Žatec ont été utilisées.